# لغة باجيكية
اللغة الباجيكية، (بالبهارية: बज्जिका) (بالإنجليزية Bjiika language)، هي واحدة من اللغات البهارية في الهند الشرقية. وعلى الحدود النبالية، يتحدث بها حوالي 12 مليون شخصا، إلى حدود معطيات سنتي (2011).
وهي إحدى اللغات البهارية الهندو آرية، تنتمي إلى عائلة اللغات الهندية الأوروبية. وهي لغة إقليمية محكية في أجزاء من شمال الشرقي للهند وتتمركز في إولاية بهار (बिहार) وبالضبط غرب شامبران وسيتامارهى وأكشاي وشرق شامبران وغرب شامبران.